# Ospedale Santa Chiara
L'ospedale Santa Chiara  è uno dei due policlinici presenti nel territorio del Comune di Pisa.
Dagli anni '90 è parte dell'Azienda ospedaliero-universitaria Pisana, nella quale convivono strutture specialistiche a direzione ospedaliera e universitaria, oltre che un certo numero di aule destinate alla didattica universitaria
(principalmente Medicina e Chirurgia e Odontoiatria e Protesi dentaria). Dal 2004, è in atto un processo di trasferimento di tutti i reparti dal complesso di Santa Chiara a quello di Cisanello.

## Le vicende storiche

### La fondazione
L'ospedale Nuovo (odierno Santa Chiara), venne fondato nel 1257, raccogliendo i piccoli hospitia o xenodochia pisani che fino a quel momento avevano avuto la funzione di accogliere coloro che frequentavano la città e il suo porto.
La fondazione dell'ospedale fu il risultato degli avvenimenti politici che si svolsero intorno alla metà del XIII secolo. Tra questi ebbero particolare rilevanza le attività della Repubblica Pisana e le lotte tra la Chiesa e l'Impero.
In particolare, Federico II della dinastia degli Hohenstaufen intendeva attuare un programma ambizioso con lo scopo di unire, armonizzare e coordinare le varie città-stato d'Italia attraverso un sistema di raccordi regionali imperniati sulla figura del Vicario imperiale, che per la Toscana fu insediato a San Miniato nei pressi di San Genesio, la tradizionale sede delle assemblee pan-toscane. Ciò era in contrasto soprattutto con gli interessi dello Stato della Chiesa, rappresentati dal pontefice Gregorio IX, il principale oppositore del progetto di unificazione pan-italica del sovrano.
Dopo che Federico II di Svevia conferì il titolo di re di Sardegna al figlio naturale Enzo, papa Gregorio IX ne approfittò, come aveva già fatto in precedenza nel 1227 e nel 1228, per scomunicare l’Imperatore utilizzando il pretesto di non aver interpellato la curia romana per prendere tale decisione. La risposta di Federico II fu quella di invadere i territori della Chiesa. Nel 1240 il papa iniziò, allora a preparare in occasione della Pasqua dell’anno successivo un concilio ecumenico a Roma, con l'intento di deporre dal trono imperiale Federico II. Per realizzare il suo scopo, si avvalse dell'aiuto di Genova e Venezia, due delle potenze marinare dell’epoca, per far giungere a Roma prelati e ambasciatori attraverso la via del mare. Da Genova salparono così 60 navi cariche di ecclesiastici che avrebbero partecipato al Concilio. Una volta venuto a conoscenza dell'iniziativa, però, Federico II incaricò il figlio Enzo di organizzare una flotta di 40 galee, che, guidata dal nobile pisano Ugolino Buzzaccherini, doveva impedire a quella genovese di raggiungere Roma. Così il 3 maggio 1241, le navi pisane bloccarono quelle genovesi tra le isole del Giglio e di Montecristo e, in tale circostanza, alcuni ecclesiastici vennero uccisi mentre altri furono fatti prigionieri. L'episodio indusse il papa a lanciare una pesante scomunica contro il popolo pisano.

Una volta eletto, nel 1254, arcivescovo di Pisa Federico Visconti, questo si rivolse all'allora papa Innocenzo IV per ottenere clemenza nei confronti di Pisa. Tale richiesta, però, non fu soddisfatta perché il Santo Padre morì il 7 dicembre dello stesso anno. Dopo solo 5 giorni, venne eletto papa Alessandro IV e i pisani, per trovare una soluzione alla vicenda, si rivolsero a fra’ Mansueto Tanganelli d’Arezzo dell’Ordine dei frati minori di san Francesco. Grazie a quest'ultimo, sotto il pontificato di Alessandro IV, il 23 marzo 1257, con la bolla Clemens semper et mitis in suis actibus mater Ecclesia venne revocata la scomunica di papa Gregorio IX nei confronti di Pisa, ma furono poste due condizioni. Secondo queste, i pisani avrebbero dovuto riconoscere come Imperatore solo qualcuno che fosse stato approvato dalla Chiesa di Roma e costruire entro cinque anni un ospedale per espiare le colpe commesse. All'edificazione dell’ospedale avrebbe dovuto concorrere il Comune con la somma di duemila lire all'anno per cinque anni. L’assoluzione dalla scomunica venne officiata nella chiesa di San Francesco il giorno della Pentecoste e subito dopo iniziò la costruzione dell’ospedale che venne completata solo dopo 80 anni.

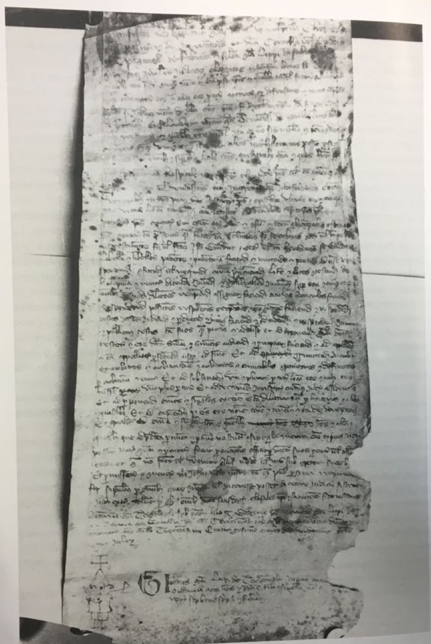
Pergamena su cui è riportato l’atto nel quale per la prima volta viene attribuito all’ospedale il nome “Santa Chiara”.

### Il nome
Subito dopo la fondazione (avvenuta nel 1257), l’ospedale venne denominato "Spedal Nuovo di S. Spirito o di Papa Alessandro", in quanto costruito per ultimo in ordine temporale sotto il pontificato di Alessandro IV e in onore del pontefice che ne aveva voluto l’edificazione.
Sempre nello stesso periodo però, in molti documenti lo troviamo citato anche come "della Misericordia" per le sue finalità caritative.
Infine, nel 1344, ebbe la denominazione di ospedale Santa Chiara, poiché a lei fu successivamente dedicata la chiesa dell'ospedale.

### L'ubicazione
Secondo un documento notarile dell'epoca, l'ospedale venne edificato: 
Della costruzione duecentesca resta ancora buona parte della facciata nord prospiciente piazza del Duomo, attualmente sede del museo delle sinopie.
Non si hanno piante dell'epoca, ma sulla base delle indicazioni documentarie si può dedurre che la struttura assomigliasse a quella di un castello a forma quadrata, di circa 150 metri per lato e con una superficie di 22.500 m².
La costruzione del muro di cinta, che racchiude gli edifici, sembra esser stata realizzata in un'unica fase, mentre le strutture interne sono state eseguite in momenti alterni.
Come attesta una carta del 1262 (ove è registrata la donazione di tremila lire da parte di papa Urbano IV), uno dei primi edifici a esser stato costruito è la cappella, inizialmente dedicata allo Spirito Santo e poi a santa Chiara.
L'area ospedaliera conteneva anche la casa del rettore ed era sede di attività artigianali.
Già nella prima metà del XIV secolo all'interno dell'area erano, infine, presenti un'infermaria mulierum e un peregrinario infirmorium.

### Provvedimenti pontifici
Molti furono i provvedimenti a favore dell'ospedale voluti da papa Alessandro IV. Ad esempio, come emerge dalla bolla del 28 luglio 1257, il papa volle sopprimere tutti gli ospedali cittadini (esclusi quelli di pertinenza del Capitolo) in modo da far confluire i loro beni nel nuovo ente in costruzione. Tale provvedimento, però, incontrò molte resistenze.

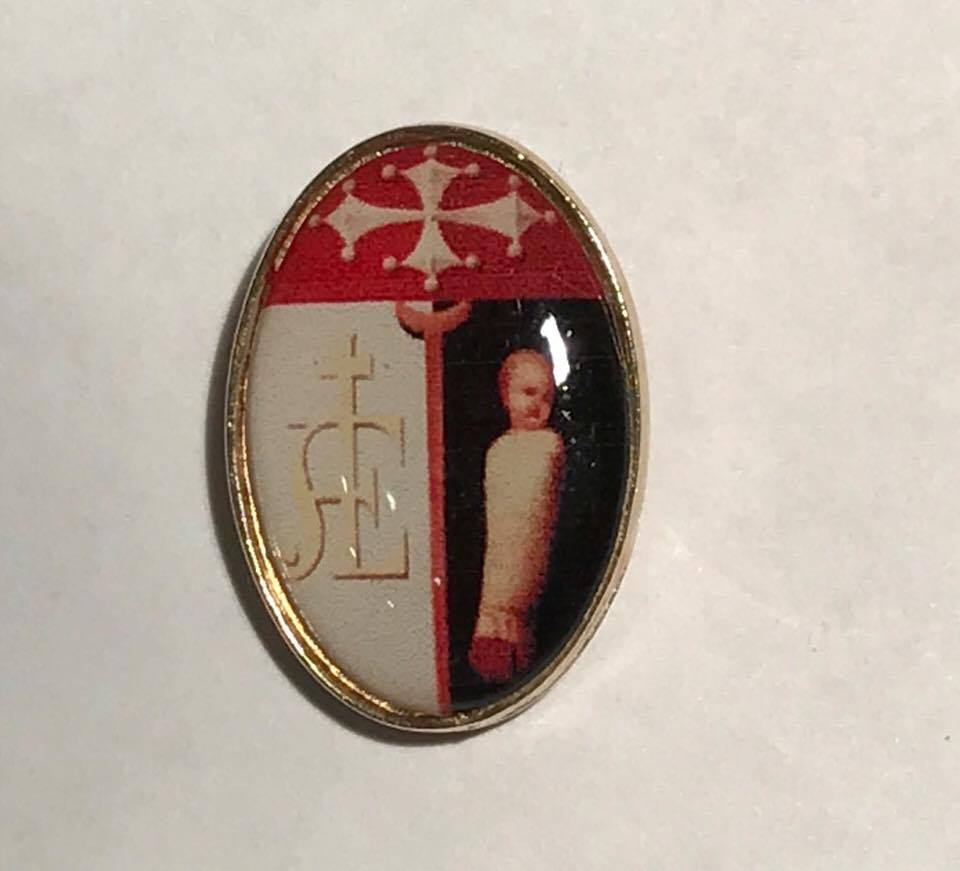
Stemma dell'ospedale Santa Chiara di Pisa

Successivamente, il 25 agosto dello stesso anno, il papa autorizzò i frati a utilizzare tutto il legname ricavato dai boschi della Garfagnana per la costruzione dell'ospedale.
Il 5 settembre dell'anno successivo, esonerò l'ospedale dal pagamento di qualsiasi contributo alla Sede Apostolica e alla Chiesa arcivescovile e vietò che qualcuno potesse promulgare un interdetto o una scomunica contro l'ente senza l'approvazione della Santa Sede.
Inoltre, papa Alessandro IV, fu una figura importante per l'ospedale in quanto concesse, in segno di protezione pontificia, un distintivo con le lettere AE (Alexander Episcopus) sormontate da una croce, che doveva esser portato sugli abiti di coloro che lavoravano per l'istituzione. Questo distintivo fa parte ancora oggi del logo dell'ospedale.
I papi successivi ad Alessandro IV, da Urbano IV a Nicolò IV, si comportarono in modo analogo.
Subito dopo la fondazione, papa Alessandro IV dette l'incarico di nominare un rettore e di creare un organico di uomini per il funzionamento dell'ente. Questi, erano per la maggior parte religiosi: in posizione dirigente si trovavano i frati chierici che erano addetti all'amministrazione, all'assistenza e al culto, accanto ad essi vi erano conversi, oblati e donati. Le ultime figure rientrano tra i laicus religiosus, cioè tra coloro che vissero la propria vocazione cristiana senza però abbandonare lo status laicale.

### La conquista fiorentina
Il 9 ottobre 1406, le milizie fiorentine entrarono a Pisa e la occuparono. A questo, seguì un periodo di decadenza, che colpì anche l'ospedale. La guida dell'ente fu affidata esclusivamente ai fiorentini e il numero di frati si ridusse notevolmente. Questo costrinse papa Eugenio IV a intervenire autonominandosi rettore e incaricando tre ecclesiastici di dirigere l'ospedale.
Successivamente, con papa Niccolò V, la nomina del rettore tornò ad esser compito del Comune di Pisa. Dopo la riconquista fiorentina del 1509, la situazione patrimoniale precipitò e l'elezione del rettore, sebbene formalmente continuasse ad essere operata dal Comune, venne condizionata dai Medici. Dunque, con i papi di tale famiglia (Leone X e Clemente VII) il patronato fu attribuito a loro parenti.
Dato che la situazione patrimoniale continuava a peggiorare, nel 1536, fu chiamato a gestirla Onofrio di ser Pietro del Pitta (che era già stato rettore in precedenza), con la speranza che potesse risolvere i problemi finanziari. Questi restò in carica fino al 1546, anno in cui l'ente passò sotto il governo degli spedalinghi.
Un cambiamento radicale si ebbe quando Cosimo I, il 18 settembre 1545, subordinò l'ospedale di Pisa a quello di S. Maria Nuova di Firenze per risolvere i numerosi problemi finanziari. Questa dipendenza tra i due ospedali durò per ben 225 anni, fino al 1771. In questo periodo l'ospedale fu retto dagli Spedalinghi. Questi, promossero diverse iniziative, edificando nuovi edifici, istituendo scuole di medicina e chirurgia, migliorando le rendite patrimoniali e rendendo più idonee le infermerie dei malati.

### Dai Lorena alla restaurazione
Nel 1737, dopo la morte dell'ultimo membro della casa dei Medici, il Granducato di Toscana passò ai Lorena: in particolare, il primo granduca fu Francesco Stefano a cui poi successe il figlio Pietro Leopoldo. Quest'ultimo, il 14 marzo 1771, separò l'ospedale di S. Chiara da quello di S. Maria Nuova di Firenze e chiamò a dirigere il nosocomio un laico, Antonio Quarantotti(operaio della Primaziale pisana): si ha, dunque, il passaggio dalla gestione ecclesiastica a quella laica.
L'ospedale in questo periodo ebbe non pochi cambiamenti: furono restaurati diversi fabbricati, fu edificata una nuova corsia per i malati (detta di S. Leopoldo), fu riunito l'ospedale dei Trovatelli e infine, nel 1785, fu costruita l'attuale chiesa di S. Chiara.
Inoltre, la gestione dell'ospedale venne migliorata e articolata in quattro direzioni:
1. patrimonio;
2. servizi agli infermi;
3. scuole mediche;
4. assistenza spirituale.

Quando la Toscana, dal 1808 al 1814, passò sotto la dominazione francese, l'ospedale fu segnato da un'altra fase di dissesto economico. Nel 1809, l'amministrazione di tutte le cariche dirigenziali degli enti di cura, assistenza e beneficenza passò ad una commissione di sette persone (il maire ovvero il sindaco, l'arcivescovo e cinque cittadini) che, tra le varie attività, avevano il compito di raccogliere fondi per questi enti.
La situazione economica, nel 1813, si rivelò disastrosa, con un disavanzo di bilancio di 72.000 franchi. Ciò era principalmente dovuto al mancato pagamento delle degenze da parte dei militari, alla soppressione degli enti che pagavano contributi al Santa Chiara e all'insufficienza dei fondi statali per assistere i trovatelli.
Così, il Consiglio generale del Dipartimento del Mediterraneo, cercò di migliorare la situazione economica chiedendo al Prefetto e al Ministro dell'Interno francese di versare 60.000 franchi (per coprire almeno una parte dei debiti) e di separare l'amministrazione dei civili da quella dei militari. La risposta, però fu quella di diminuire le difficoltà economiche riducendo i ricoveri. Per questo, dal 1º maggio 1813, l'ospedale iniziò a fare una selezione dei malati da ospitare non accettando più i malati di altri comuni e i malati cronici. A questa selezione furono sottratti i poveri che risiedevano in comuni che erano tenuti a pagare un'indennità di ricovero, ma non i pisani con malattie croniche o con patologie dermatologiche lievi causando così grande malcontento.
Successivamente, con la restaurazione granducale nel 1814 e il ritorno a Firenze di Ferdinando III, venne emanato un provvedimento che decretò lo scioglimento della Commissione, il ritorno ad una direzione per ogni ente, la restituzione dei rispettivi beni patrimoniali (confiscati dai francesi) alle opere pie e l'assegnamento di somme di denaro in caso di necessità urgenti. A coronamento di questo provvedimento, il 2 settembre 1816, Ferdinando III creò la Deputazione degli Spedali e Luoghi Pii del Granducato e un fondo generale per gli spedali. Il 6 luglio 1833, però, la Deputazione centrale venne soppressa e le sue competenze furono trasferite a dipartimenti della segreteria di stato.

### Nello Stato italiano
Il 3 luglio 1862 fu promulgata la legge di riordino delle amministrazioni delle opere pie che stabiliva che, per le risorse dei luoghi pii, ogni provincia dovesse bastare a se stessa: l'ospedale Santa Chiara dunque doveva esser finanziato dai propri enti locali.
Con questa legge però, l'ospedale si trovò nuovamente in difficoltà economiche: quindi, il governo invitò gli amministratori del nosocomio a ridurre la beneficenza.
Dal 1862 al 1882, l'amministrazione dell'ospedale passò a Carlo Cuturi che, nel 1872, realizzò il "progetto di un nuovo statuto organico per gli Spedali Riuniti di Pisa", secondo cui, a governare la struttura, dovessero essere un commissario e quattro consiglieri (due eletti dal comune e due dall'amministrazione provinciale). Nel 1873 sempre Carlo Cuturi elaborò infine il "progetto di Regolamento per il servizio sanitario negli Spedali Riuniti di Pisa". Tali progetti, però, non vennero mai approvati poiché sia le province che i comuni si contendevano l'amministrazione. Solo nel 1883, dopo che tale contesa fu risolta a favore dei comuni, il primo statuto organico venne approvato e l'ospedale venne sottoposto alle leggi delle istituzioni di assistenza e beneficenza e dichiarato ente morale.

## Organizzazione odierna dell'ospedale

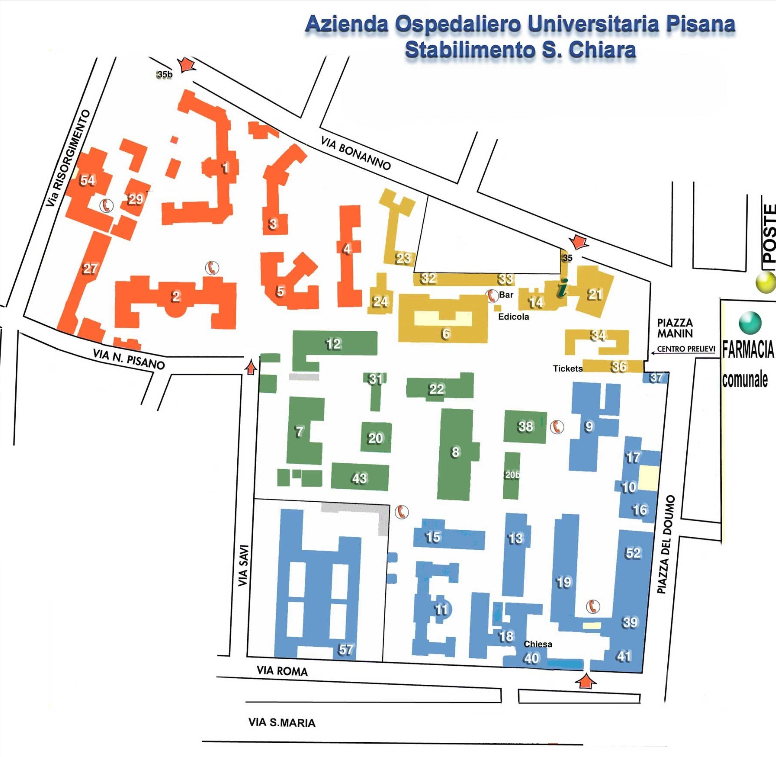
Mappa degli edifici che compongono l'ospedale Santa Chiara di Pisa.

La costruzione dell'ospedale ha avuto uno sviluppo progressivo nel tempo. Ad esempio, la clinica pediatrica è stata edificata come struttura a sé stante negli anni '40, come attesta l'iscrizione in marmo presente nell'atrio principale della struttura, di cui si è celebrato il cinquantesimo anniversario nel 1989.

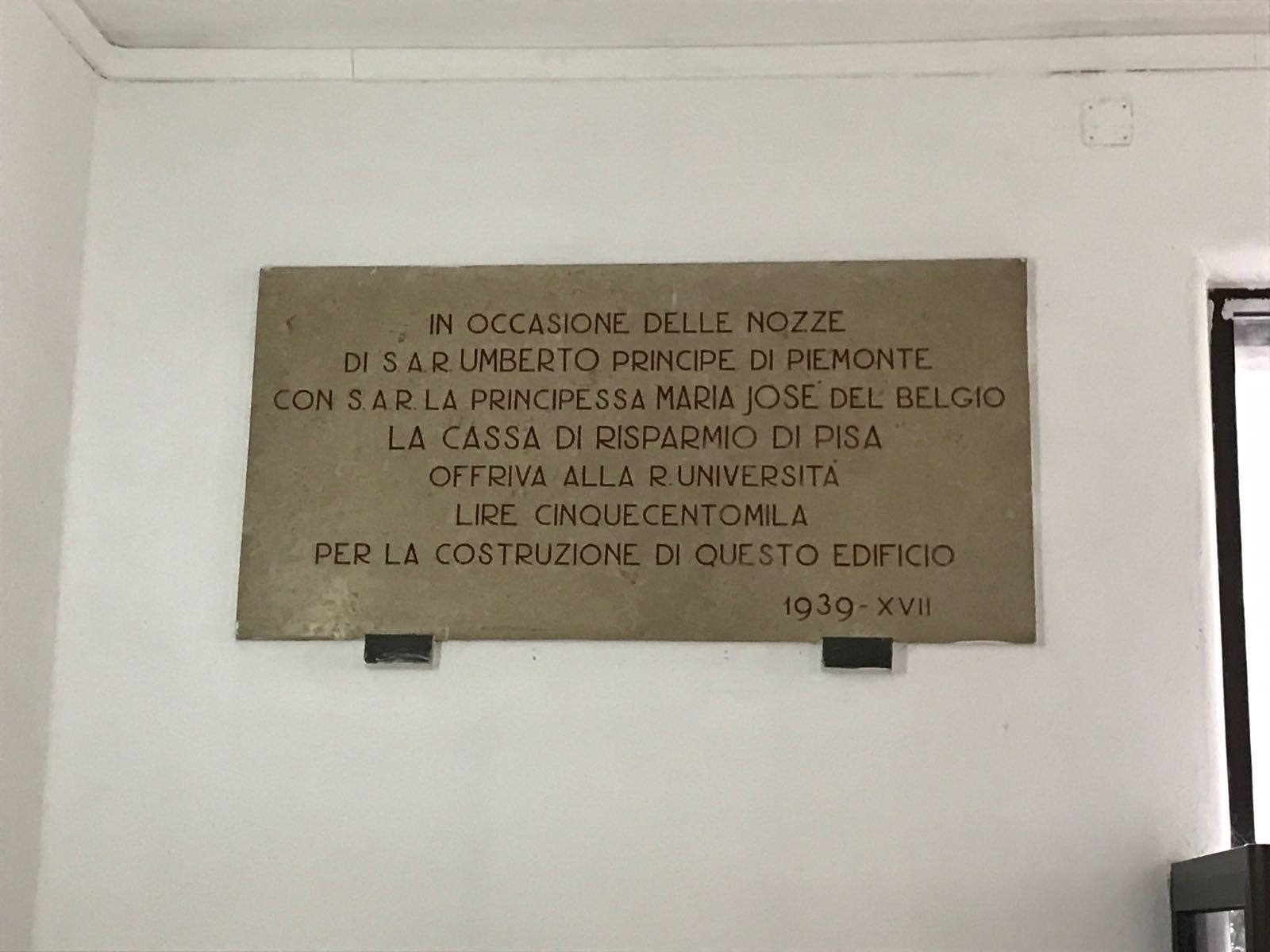
Iscrizione marmorea presente nell'atrio della clinica pediatrica che attesta l'offerta di lire cinquecentomila da parte della Cassa di Risparmio di Pisa per la costruzione dell'edificio in occasione delle nozze del principe Umberto di Piemonte con la principessa Maria Josè del Belgio.

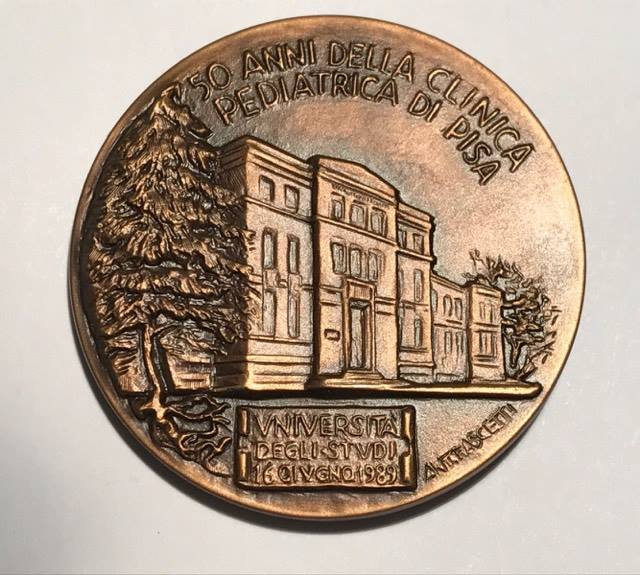
Medaglia celebrativa del cinquantenario dalla edificazione della clinica pediatrica dell'Università degli Studi di Pisa.

Attualmente l'ospedale Santa Chiara è composto da quaranta edifici che ospitano diverse unità operative afferenti ad alcuni dipartimenti dell'Azienda Ospedaliero-Universitaria Pisana. 

### Dipartimenti
I dipartimenti ancora presenti all'interno dell'ospedale Santa Chiara sono:
- Dipartimento materno-infantile comprendente:
  1. U.O. Neonatologia - UTIN
  2. U.O. Pediatria
  3. U.O. Oncoematologia pediatrica
  4. S.O.D. Chirurgia pediatrica e dell’adolescenza
  5. U.O. Ostetricia e Ginecologia 1
  6. U.O. Ostetricia e Ginecologia 2
  7. U.O. Andrologia
- Dipartimento area amministrativa comprendente:
  1. U.O. Affari generali
  2. U.O. Politiche e gestione delle risorse umane
  3. U.O. Trattamenti contributivi fiscali e gestione collaborazioni esterne
- Dipartimento economico-finanziario comprendente:
  1. U.O. Gestione amministrativa prestazioni e attività ospedaliere
  2. U.O. Gestione economiche e finanziarie
  3. U.O. Programmazione, controllo approvvigionamenti e rapporti con l'Estav
- Dipartimento specialità chirurgiche comprendente:
  1. U.O. Odontostomatologia e Chirurgia del cavo orale
  2. U.O. Chirurgia plastica SSN
  3. U.O. Chirurgia della mano
  4. S.O.D. Chirurgia plastica e microchirurgia Univ.
  5. Percorso labiopalatoschisi
- Dipartimento specialità mediche comprendente:
  1. U.O. Neurologia
  2. U.O. Psichiatria 1
  3. U.O. Psichiatria 2
  4. S.O.D Psicologia clinica
- Dipartimento specialità mediche e chirurgiche comprendente:
  1. U.O. Reumatologia
  2. U.O. Dermatologia
  3. U.O. Medicina 1
  4. U.O. Senologia
  5. U.O. Immunoallergologia clinica
  6. S.O.D. Medicina ad indirizzo immuno-endocrino
  7. S.O.D. Allergologia clinica
  8. S.O.D. Dietologia
  9. S.O.D. Medicina dello sport
  10. S.O.D. Monitoraggio reazioni avverse ai farmaci
  11. CC senologico
  12. CC reumatologico
- Dipartimento Oncologico comprendente:
  1. U.O. Oncologia 1
  2. U.O. Oncologia 2
  3. U.O. Radioterapia
  4. U.O. Ematologia
  5. U.O. Anatomia patologica 1
  6. U.O. Anatomia patologica 2
  7. U.O. Anatomia patologica 3
- Dipartimento Diagnostica e immagini comprendente:
  1. U.O. Medicina nucleare
  2. U.O. Radiodiagnostica 1
  3. S.O.D. Senologia radiologica
- Dipartimento Anestesia e Rianimazione comprendente:
  1. S.O.D. Anestesia e terapia del dolore
  2. S.O.D. Anestesia e rianimazione materno-infantile
  3. Medicina iperbarica (parte di U.O. Anestesia e rianimazione PS)
- Dipartimento Medicina di laboratorio comprendente:
  1. U.O. Laboratorio analisi chimico-cliniche
  2. U.O. Laboratorio genetica medica
  3. U.O. Farmacologia
  4. U.O. Farmacia ospedaliera
  5. S.O.D. Microbiologia batteriologica
  6. S.O.D. Microbiologia micologica
  7. S.O.D. Citogenetica
  8. S.O.D. Genetica molecolare
  9. S.O.D. Tossicologia forense
- Dipartimento Direzione comprendente:
  1. U.O. Igiene ed epidemiologia
  2. U.O. Medicina legale
  3. U.O. Fisica sanitaria
  4. S.O.D. Medicina del lavoro